# Futbol'nyj Klub Metalist
Il Metalist Charkiv, ufficialmente FC Metalist Charkiv (in ucraino ФК Металіст Харків?), è una società calcistica ucraina di Charkiv.
Fondato l'11 dicembre 1925 come KHPZ Charkiv, ha cambiato più volte denominazione, sino ad assumere quella di Metalist Charkiv nel 1967. Ha vinto una Coppa dell'Unione Sovietica e una volta è stato finalista perdente nel torneo. Nella stagione 2012-2013 ha ottenuto il secondo posto nel campionato ucraino. Nel 2016 il sodalizio ha cessato le proprie attività per insolvenze e si è sciolto. Nel 2021 il club è tornato a vivere grazie alla nuova società Metal che ha ottenuto la vecchia denominazione e il logo del club.
Lo stadio Metalist, che ne ospita le partite interne, ha una capienza di 43 000 spettatori.

## Storia
Il club venne fondato nel 1925 come KHPZ Charkiv, per poi modificare il proprio nome in Lokomotiv Charkiv nel 1947, e in Avanhard Charkiv nel 1956. Nel 1967 assunse la denominazione attuale.
Durante l'era sovietica vinse la Coppa dell'Unione Sovietica del 1988, e raggiunse le finali, tutte perse, della Coppa dell'Unione Sovietica del 1983, della Coppa delle Federazioni sovietiche del 1987, e della Supercoppa dell'Unione Sovietica del 1988.
Dopo la dissoluzione dell'Unione Sovietica, il club fu tra i fondatori del campionato ucraino nella stagione 1992, che terminò al quinto posto. Nel 1992 raggiunse anche la finale, persa contro il Čornomorec' Odessa, della Coppa d'Ucraina. Nel 1993-1994 venne retrocesso in seconda divisione, per risalire nel 1999. Giunto dodicesimo nella stagione 2002-2003, subì una nuova retrocessione, risalendo la china soltanto nel 2005 con l'ingresso di un nuovo forte gruppo dirigenziale che intende portare il Metalist allo stesso livello di Dinamo Kiev e Futbol'nyj Klub Šachtar.
Nel 2006-2007 si classificò terzo, miglior piazzamento dal 1992, qualificandosi per la Coppa UEFA, competizione in cui, nell'annata seguente, è stato eliminato dall'Everton. Nella stagione 2008-2009 ha vinto il proprio girone di Coppa UEFA e ai sedicesimi di finale ha eliminato la Sampdoria, poi il Metalist è uscito di scena agli ottavi di finale di Coppa UEFA. Al terzo posto della stagione 2006-2007, ne sono seguiti altri cinque consecutivi, sempre dietro alle dominatrici Šachtar Donec'k e Dinamo Kiev. Nella stagione 2011-2012 arriva ai quarti di finale di Europa League, dove viene eliminato dallo Sporting Lisbona.
Nella Prem"jer-liha 2012-2013 il Metalist arriva secondo dietro allo Šachtar: questo permette al club di partecipare alla UEFA Champions League, la prima apparizione nella massima competizione europea per il club.
Nella UEFA Champions League 2013-2014 la squadra ucraina viene sorteggiata nel terzo turno preliminare contro i greci del PAOK: all'andata il Metalist vince in casa dei greci per 2-0, grazie alla doppietta di Marko Dević, chiudendo poi il ritorno sull'1-1 e qualificandosi per i play-off.
Nonostante ciò, il 14 agosto 2013 l'UEFA comunica di aver escluso il Metalist dalle competizioni europee per la stagione in corso a causa di una sospetta partita combinata contro il Karpaty L'viv.
Al termine della stagione 2015-2016, il club viene escluso dalla Prem"jer-liha per problemi finanziari poco dopo viene sciolto. Dalle sue ceneri, ma senza alcun legame con la squadra precedente, nasce il Metalist 1925.
Nel 2020, una nuova squadra con sede a Charkiv, e denominata Metal, è stata fondata dall'ex vicepresidente della Dinamo Kiev e dall'ex direttore sportivo del Metalist Jevhen Krasnykov. Il Metal si è iscritto alla Druha Liha, con Oleksandr Kučer alla guida tecnica del club. Dopo aver vinto il campionato, la dirigenza del club ha ottenuto la vecchia denominazione e il logo del Metalist. Il nuovo presidente è diventato Oleksandr Jaroslavs'kyj, già al timone del Metalist tra il 2005 e il 2012.

## Statistiche

### Statistiche nelle competizioni UEFA
Tabella aggiornata alla fine della stagione 2017-2018.
| Competizione                  | Partecipazioni | G  | V  | N  | P  | RF | RS |
| ----------------------------- | -------------- | -- | -- | -- | -- | -- | -- |
| UEFA Champions League         | 1              | 2  | 1  | 1  | 0  | 3  | 1  |
| Coppa delle Coppe             | 1              | 4  | 1  | 1  | 2  | 4  | 3  |
| Coppa UEFA/UEFA Europa League | 6              | 50 | 27 | 13 | 10 | 77 | 41 |

### Elenco di partite nelle competizioni UEFA
| Stagione  | Competizione          | Round    | Club                | Casa | Fuori casa |
| --------- | --------------------- | -------- | ------------------- | ---- | ---------- |
| 1988–89   | Coppa delle Coppe     | 1        | Borac Banja Luka    | 4–0  | 0–2        |
| 1988–89   | Coppa delle Coppe     | 2        | Roda JC             | 0–0  | 0–1        |
| 2007–08   | Coppa UEFA            | 1        | Everton             | 2–3  | 1–1        |
| 2008–09   | Coppa UEFA            | Play-off | Beşiktaş J.K.       | 4–1  | 0–1        |
| 2008–09   | Coppa UEFA            | Gruppi   | Hertha Berlino      | 0–0  |            |
| 2008–09   | Coppa UEFA            | Gruppi   | Galatasaray         |      | 1–0        |
| 2008–09   | Coppa UEFA            | Gruppi   | Olympiacos          | 1–0  |            |
| 2008–09   | Coppa UEFA            | Gruppi   | Benfica             |      | 1–0        |
| 2008–09   | Coppa UEFA            | 1/16     | Sampdoria           | 2–0  | 1–0        |
| 2008–09   | Coppa UEFA            | 1/8      | Dinamo Kiev         | 3–2  | 0–1        |
| 2009–10   | UEFA Europa League    | 3Q       | Rijeka              | 2–0  | 2–1        |
| 2009–10   | UEFA Europa League    | Play-off | Sturm Graz          | 0–1  | 1–1        |
| 2010–11   | UEFA Europa League    | Play-off | Omonia              | 2–2  | 1–0        |
| 2010–11   | UEFA Europa League    | Gruppi   | PSV                 | 0-2  | 0-0        |
| 2010–11   | UEFA Europa League    | Gruppi   | Sampdoria           | 2-1  | 0-0        |
| 2010–11   | UEFA Europa League    | Gruppi   | Debrecen            | 2-1  | 5-0        |
| 2010–11   | UEFA Europa League    | 1/16     | Bayer Leverkusen    | 0–4  | 0–2        |
| 2011–12   | UEFA Europa League    | Play-off | Sochaux             | 0–0  | 4–0        |
| 2011–12   | UEFA Europa League    | Gruppi   | Austria Vienna      | 2-1  | 4-1        |
| 2011–12   | UEFA Europa League    | Gruppi   | AZ Alkmaar          | 1-1  | 1-1        |
| 2011–12   | UEFA Europa League    | Gruppi   | Malmö               | 4-1  | 3-1        |
| 2011–12   | UEFA Europa League    | 1/16     | Red Bull Salisburgo | 4-0  | 4-1        |
| 2011–12   | UEFA Europa League    | 1/8      | Olympiacos          | 0-1  | 2-1        |
| 2011–12   | UEFA Europa League    | 1/4      | Sporting CP         | 2-1  | 1-1        |
| 2012–13   | UEFA Europa League    | Play-off | Dinamo Bucarest     | 2–0  | 2–1        |
| 2012–13   | UEFA Europa League    | Gruppi   | Bayer Leverkusen    | 2-0  | 0-0        |
| 2012–13   | UEFA Europa League    | Gruppi   | Rosenborg           | 3-1  | 1-2        |
| 2012–13   | UEFA Europa League    | Gruppi   | Rapid Vienna        | 2-0  | 0-1        |
| 2012–13   | UEFA Europa League    | 1/16     | Newcastle           | 0-0  | 0-1        |
| 2013-2014 | UEFA Champions League | 3Q       | PAOK                | 2-0  | 1-1        |

## Palmarès

### Competizioni nazionali
- Coppa dell'URSS: 1

1987-1988
- Pervaja Liga: 1

1981
- Perša Liha: 1

2021-2022
- Druha Liha: 1

2020-2021

### Altri piazzamenti
- Pervaja Liga:

Terzo posto: 1980
- Coppa dell'Unione Sovietica:

Finalista: 1983
Semifinalista: 1981
- Supercoppa dell'Unione Sovietica:

Finalista: 1989
- Coppa delle Federazioni sovietiche:

Finalista: 1987
- Campionato ucraino:

Secondo posto: 2012-2013
Terzo posto: 2006-2007, 2007-2008, 2008-2009, 2009-2010, 2010-2011, 2011-2012, 2013-2014
- Coppa d'Ucraina:

Finalista: 1992
Semifinalista: 1992-1993, 2006-2007, 2008-2009
- Perša Liha:

Secondo posto: 2003-2004
Terzo posto: 1997-1998

## Allenatori
- Evgenij Lemeško (1977-1988; 1993)

## Organico

### Rosa 2015-2016
aggiornata al 5 febbraio 2016.
| N. |                    | Ruolo | Calciatore           |
| -- | ------------------ | ----- | -------------------- |
| 1  | Ucraina (bandiera) | P     | Denys Sydorenko      |
| 2  | Ucraina (bandiera) | D     | Oleksij Poljans'kyj  |
| 3  | Ucraina (bandiera) | D     | Semen Datsenko       |
| 7  | Ucraina (bandiera) | C     | Ivan Bobko           |
| 8  | Ucraina (bandiera) | C     | Sergiy Barilko       |
| 15 | Ucraina (bandiera) | D     | Dmytro Ryžuk         |
| 18 | Ucraina (bandiera) | D     | Oleksandr Nojok      |
| 23 | Ucraina (bandiera) | P     | Sergiy Pogorily      |
| 25 | Ucraina (bandiera) | D     | Oleksandr Kaplijenko |
| 29 | Ucraina (bandiera) | P     | Oleksandr Horyainov  |

| N. |                    | Ruolo | Calciatore         |
| -- | ------------------ | ----- | ------------------ |
| 42 | Ucraina (bandiera) | D     | Evgen Zubeyko      |
| 43 | Ucraina (bandiera) | C     | Jurij Tkačuk       |
| 47 | Ucraina (bandiera) | D     | Bogdan Boychuk     |
| 55 | Croazia (bandiera) | A     | Ivan Rodić         |
| 80 | Ucraina (bandiera) | C     | Volodymyr Pryjomov |
| 88 | Ucraina (bandiera) | D     | Oleksij Kurilov    |
| 95 | Ucraina (bandiera) | D     | Eduard Sobol       |
|    | Ucraina (bandiera) | C     | Ihor Kharatin      |
|    | Ucraina (bandiera) | A     | Volodymyr Barilko  |

### Rosa 2014-2015
aggiornata al 31 gennaio 2015.
| N. |                      | Ruolo | Calciatore         |
| -- | -------------------- | ----- | ------------------ |
| 4  | Ucraina (bandiera)   | D     | Andrij Berezovčuk  |
| 7  | Ucraina (bandiera)   | A     | Serhij Bolbat      |
| 13 | Brasile (bandiera)   | D     | Rodrigo Moledo     |
| 14 | Ucraina (bandiera)   | A     | Volodymyr Homenyuk |
| 16 | Ucraina (bandiera)   | D     | Denys Barvinko     |
| 17 | Ucraina (bandiera)   | D     | Serhij Pšenyčnych  |
| 19 | Argentina (bandiera) | C     | Juan Manuel Torres |
| 22 | Ucraina (bandiera)   | C     | Denys Kulakov      |
| 24 | Nigeria (bandiera)   | D     | Ayila Yussuf       |

| N. |                    | Ruolo | Calciatore            |
| -- | ------------------ | ----- | --------------------- |
| 25 | Ucraina (bandiera) | A     | Serhij Davydov        |
| 29 | Ucraina (bandiera) | P     | Oleksandr Horyainov   |
| 32 | Ucraina (bandiera) | C     | Oleh Krasnop'orov     |
| 35 | Ucraina (bandiera) | P     | Bohdan Shust          |
| 46 | Ucraina (bandiera) | C     | Artem Radčenko        |
| 77 | Ucraina (bandiera) | C     | Vasyl' Kobin          |
| 81 | Ucraina (bandiera) | P     | Vladimir Dišljenković |
| 82 | Ucraina (bandiera) | C     | Pavlo Rebenok         |
|    | Ucraina (bandiera) | A     | Volodymyr Barilko     |

### Rose delle stagioni precedenti
- 2013-2014